# 智門光祚
智門光祚（？—？），浙江人，北宋雲門宗僧人，法嗣青城山香林澄遠禪師。初住隨州雙泉，後於智門寺說法大振雲門宗風，世稱智門光祚禪師。後繼弟子雪竇重顯為雲門宗中興祖師。
古籍《五燈會元》卷十五：“隨州智門光祚禪師”，智門寺光祚禪師，北宋早期雲門宗的精神領袖。
日本道忠《古尊宿語要》載：“智門和尚，名光祚。鄉籍姓氏不載，得法於香林達和尚。弟子雪竇為光祚禪師編述了《智門祚禪師語錄》並作序。

## 師承
- 香林澄遠

## 弟子
- 雪竇重顯
- 延慶子榮

## 主要著作
- 《智門祚禪師語錄》

## 外部連結
- 雪窦重显禅师在智门光祚禅师门下豁然开悟 （页面存档备份，存于）
- 智门光祚莲花出水- 诗词禅韵_佛法宝藏-佛学在线  （页面存档备份，存于）
- 智門光祚語錄之研究 （页面存档备份，存于）